# Tiro nos Jogos Olímpicos de Verão da Juventude de 2010 - Pistola de ar 10 m masculino
A competição da categoria pistola de ar 10 metros masculino do tiro nos Jogos Olímpicos de Verão da Juventude de 2010 foi realizada no dia 24 de agosto na Escola dos Desportos, em Singapura. 20 atiradores competiram na qualificação às 9:00 e os oito melhores avançaram para a final ao meio-dia, horário de Singapura.

## Medalhistas
| Ouro   | UKR Danys Kushnirov |
| Prata  | BRA Felipe Wu       |
| Bronze | KOR Daehan Choi     |

## Resultados

### Qualificação
| Pos. | Atleta                     | Séries | Séries | Séries | Séries | Séries | Séries | Total | X  |
| Pos. | Atleta                     | 1      | 2      | 3      | 4      | 5      | 6      | Total | X  |
| ---- | -------------------------- | ------ | ------ | ------ | ------ | ------ | ------ | ----- | -- |
| 1    | UKR Denys Kushnirov        | 96     | 98     | 94     | 97     | 96     | 97     | 578   | 24 |
| 2    | BRA Felipe Wu              | 97     | 96     | 94     | 95     | 96     | 98     | 576   | 26 |
| 3    | CHN Jia Xiayong            | 95     | 96     | 96     | 93     | 95     | 97     | 572   | 21 |
| 4    | RUS Nikolai Kilin          | 98     | 99     | 95     | 94     | 92     | 94     | 572   | 20 |
| 5    | CZE Jindrich Dubovy        | 95     | 92     | 98     | 96     | 97     | 93     | 571   | 20 |
| 6    | BLR Aliaksei Horbach       | 95     | 96     | 93     | 95     | 95     | 97     | 571   | 15 |
| 7    | KOR Daehan Choi            | 92     | 97     | 96     | 95     | 96     | 95     | 571   | 12 |
| 8    | GER Philipp Kaefer         | 92     | 94     | 97     | 95     | 96     | 96     | 570   | 13 |
| 9    | ROU Stefan Rares Ion       | 95     | 94     | 96     | 94     | 93     | 92     | 564   | 12 |
| 10   | ARM Romik Vardumyan        | 96     | 91     | 94     | 92     | 94     | 96     | 563   | 13 |
| 11   | EGY Raef Tawfik            | 94     | 95     | 94     | 93     | 94     | 92     | 562   | 8  |
| 12   | IRI Sepehr Safariboroujeni | 92     | 95     | 94     | 95     | 94     | 91     | 561   | 10 |
| 13   | FRA Vincent Jeanningros    | 90     | 93     | 95     | 93     | 92     | 97     | 560   | 8  |
| 14   | MEX Julio Nava             | 94     | 92     | 93     | 93     | 92     | 95     | 559   | 9  |
| 15   | TPE Shao Chien Tien        | 93     | 92     | 95     | 96     | 89     | 94     | 559   | 9  |
| 16   | SMR Elia Andruccioli       | 95     | 90     | 91     | 92     | 95     | 91     | 554   | 13 |
| 17   | AUS Janek Janski           | 89     | 92     | 94     | 91     | 92     | 96     | 554   | 12 |
| 18   | SIN Wen Yi Wu              | 89     | 90     | 89     | 94     | 94     | 90     | 546   | 10 |
| 19   | BUL Solomon Borisov        | 90     | 89     | 92     | 85     | 92     | 90     | 538   | 6  |
| 20   | HUN Csaba Bartok           | 89     | 88     | 88     | 88     | 91     | 84     | 528   | 5  |

### Final
| Pos.              | Atleta               | Qualif. | Série | Série | Série | Série | Série | Série | Série | Série | Série | Série | Final | Total |
| Pos.              | Atleta               | Qualif. | 1     | 2     | 3     | 4     | 5     | 6     | 7     | 8     | 9     | 10    | Final | Total |
| ----------------- | -------------------- | ------- | ----- | ----- | ----- | ----- | ----- | ----- | ----- | ----- | ----- | ----- | ----- | ----- |
| Medalha de ouro   | UKR Denys Kushnirov  | 578     | 10.2  | 9.1   | 9.5   | 9.8   | 9.7   | 9.8   | 10.0  | 10.0  | 10.5  | 9.7   | 98.3  | 676.3 |
| Medalha de prata  | BRA Felipe Wu        | 576     | 9.2   | 10.1  | 10.2  | 10.4  | 10.3  | 9.9   | 9.0   | 10.7  | 9.7   | 10.5  | 100.0 | 676.0 |
| Medalha de bronze | KOR Daehan Choi      | 571     | 9.4   | 9.7   | 9.2   | 10.7  | 10.8  | 9.7   | 10.2  | 9.7   | 10.6  | 10.6  | 100.6 | 671.6 |
| 4                 | BLR Aliaksei Horbach | 571     | 10.1  | 9.9   | 10.1  | 9.8   | 10.6  | 10.3  | 9.1   | 10.5  | 9.7   | 9.7   | 99.8  | 670.8 |
| 5                 | GER Philipp Kaefer   | 570     | 10.1  | 9.9   | 10.6  | 9.7   | 10.5  | 9.1   | 9.9   | 10.1  | 9.6   | 10.6  | 100.1 | 670.1 |
| 6                 | CZE Jindrich Dubovy  | 571     | 10.5  | 10.0  | 9.7   | 9.2   | 10.0  | 10.1  | 10.2  | 10.2  | 10.3  | 8.6   | 98.8  | 669.8 |
| 7                 | CHN Jia Xiayong      | 572     | 9.5   | 9.2   | 10.5  | 9.3   | 9.7   | 9.7   | 10.0  | 9.4   | 9.9   | 10.0  | 97.2  | 669.2 |
| 8                 | RUS Nikolai Kilin    | 572     | 9.9   | 10.0  | 8.8   | 8.9   | 10.4  | 10.2  | 9.6   | 9.9   | 9.6   | 9.5   | 96.8  | 668.8 |